# Гимн Сан-Марино
Гимн Сан-Марино (итал. Inno Nazionale) был написан композитором Федерико Консоло и утверждён в 1894 году. Музыка Консоло основана на мелодии старинного хорала. Слова гимна были созданы поэтом Джозуэ Кардуччи, однако текст, в отличие от музыки, не был официально утверждён. Поэтому при неофициальных исполнениях нередко поётся другой текст, сочинённый Николо Томмазео.

## История
Создан итальянским учёным Федерико Консоло (1841—1906) в 1894 году по просьбе правительства Сан-Марино и взят из монашеского монастыря, расположенного во Флоренции, в Лаврентийской медиковской библиотеке. Гимн основан на хоре 10-го века. 11 сентября 1894 года было принято постановление Великого и Генерального Совета принять его в качестве государственного гимна Сан-Марино. Гимн впервые прозвучал 30-го числа того же месяца, когда был открыт Палаццо Пубблико. До принятия этого гимна военный марш мастера Улисса Бальсимелли исполнялся как официальный гимн Республики, Giubilanti d’amore fraterno. Текущий гимн исполняется военным оркестром во время национальных праздников или официальных церемоний..

## Текст гимна
| Итальянский | Построчный перевод |
| --- | --- |
| O antica Repubblica Onore a te virtuosa Onore a te. (дважды) Generosa fidente, Virtuosa, O, Repubblica. Onore e vivi eterna Con la vita E gloria d’Italia. O Repubblica Onore a te. | О старинная Республика, Слава тебе, доблестная, Слава тебе. (дважды) Щедрая искренность, О достойная, О Республика. Слава и жизнь вечная Ради жизни И славы Италии. О Республика, Слава тебе. |

## Примечание
1. ↑  Inno di San Marino Архивная копия от 27 сентября 2014 на Wayback Machine su sanmarinosite.com